# イスハーク・アフメーロフ

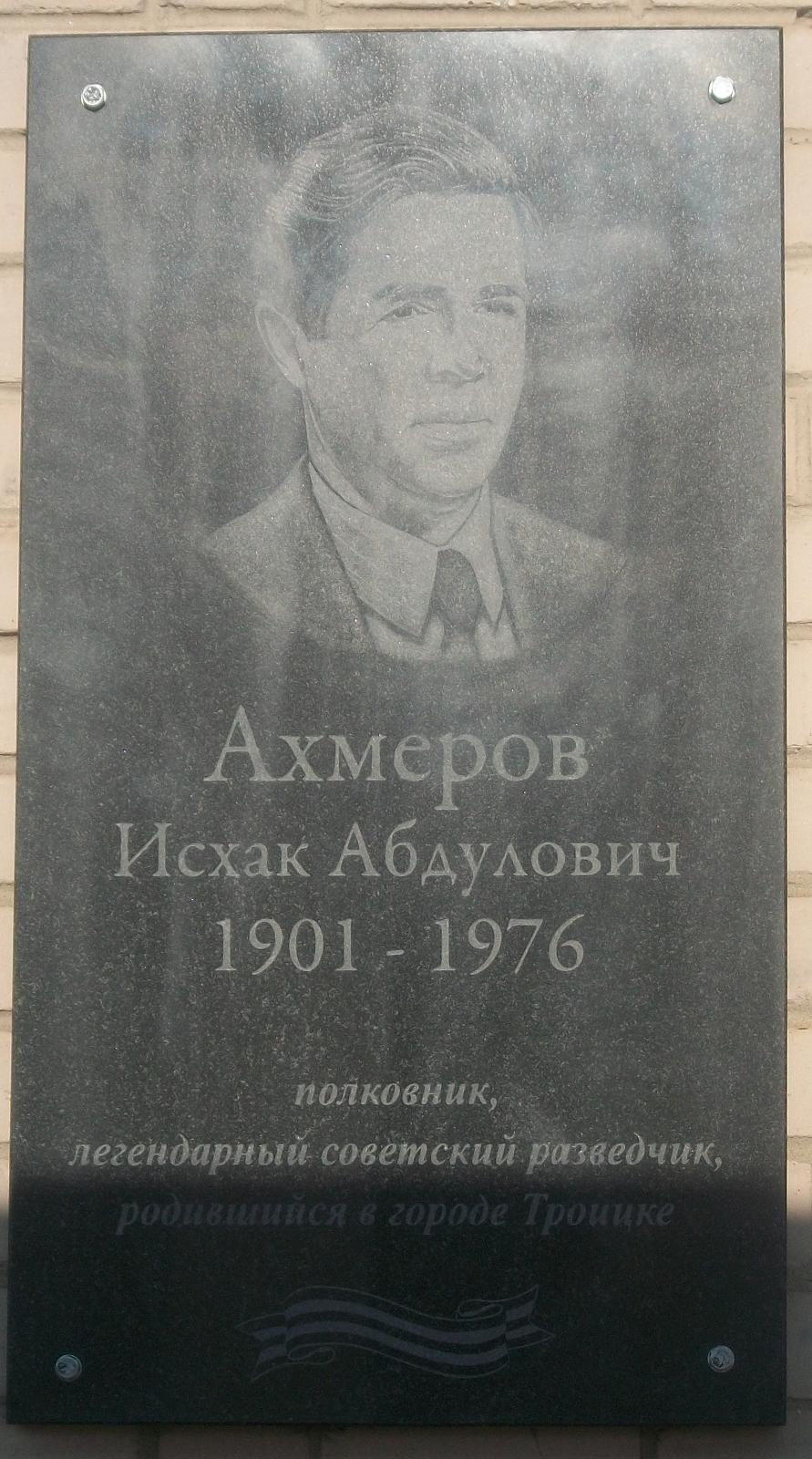
南ウラル大学にあるアフメーロフの記念碑

イスハーク・アブドゥロヴィチ・アフメーロフ（ロシア語: Исхак Абдулович Ахмеров、1901年4月7日 - 1975年7月18日）は、ソ連の職業的諜報員、チェキスト。大佐。

## 経歴
チェリャビンスク州トロイツク市出身のタタール人。イスハークが生まれた数ヵ月後に父が死に、母親の実家で育てられた。1912年、祖父も死に、学校を中退して働きに出た。
ロシア革命後、中等教育を受けた。1919年、共産党に入党。1921年、東方諸民族共産主義大学に送られ、1年後、第一国立大学（現モスクワ国立大学）国際関係学部で学んだ。
1930年に大学を卒業し、国家保安機関に採用された。1930年～1931年、ブハール共和国のバスマチとの戦闘に参加した。

### 諜報員
1932年、統合国家政治局（OGPU）外国課（対外諜報部）に移り、外務人民委員部（外務省）での短期研修後、駐イスタンブールソ連総領事館の書記官としてトルコに派遣された。
1934年、イリーガルとして偽名で中国に派遣。中国では、アメリカン・カレッジで2年間学んで英語をマスターすると同時に、駐華日本大使館に対する工作を遂行した。
1935年、イリーガルとしてアメリカに派遣される。アフメーロフは、身分を合法化することに成功し、国務省、財務省等にエージェントを獲得した。その後、諜報活動のために西欧諸国、中国に派遣。
1942年～1945年、在米非合法支局を指揮し、エージェントの助けで政治・科学技術・軍事情報を中央に送った。
1945年、12年間の非合法業務を終え、ソ連に帰国した。帰国後、非合法諜報部の副課長に任命。世界各国に短期出張し、イリーガルとの連絡回復や援助に関する作戦を指揮した。モスクワで死去。
彼の存在は長年秘匿されてきたが、死後25年たってようやく資料の大部分が公表され、チェリャビンスクに彼の記念碑及び銅像が設置された。

## パーソナル
赤旗勲章2個、名誉記章勲章、「名誉チェキスト」胸章を受章。
ロシア語、タタール語のほか、トルコ語、英語、フランス語を自由に話した。